# Чапаєв Василь Іванович
Васи́ль Іва́нович Чапа́єв (сам підписувався як «Комдив Чепа», Чепаєв; рос. Василий Иванович Чапаев; 9 лютого 1887, Будайка, Чебоксарський повіт, Казанська губернія — 5 вересня 1919, лівий берег річки Урал, Казахстан) — військовий діяч Російської імперії та більшовицької Росії, командир 25-ї стрілецької дивізії (згодом — 25-та стрілецька гвардійська Чапаєвська ордена Леніна Червонопрапорна дивізія) Червоної армії, учасник встановлення радянської влади в Росії, брав участь у Першій світовій війні та Громадянській війні в Росії. Кавалер трьох Георгіївських хрестів та однієї медалі. Кавалер ордена Червоного Прапора (1919). Загинув у бою. Улюбленець анекдотичної народної творчості

## Біографія
Чапаєв народився 28 січня (9 лютого) 1887 р. в селі Будайка, Чебоксарського повіту Казанської губернії (тепер Будайка в межах міста Чебоксари), в сім'ї небагатих селян, які, за однією з версій, походили з козаків, що переселилися на Кубань, а згодом на Волгу після знищення Січі, а за другою версією — з місцевих ерзян. Василь став шостою дитиною в сім'ї.
Народна етимологія виводить прізвище — від чув. Чапай / Чăпай (чоловіче ім'я), інша версія пов'язує прізвище з російським діалектним «Чепа» — «хапати, гребти». Насправді прізвище «Чепа» має давнє походження і широке розповсюдження на євразійських теренах. Первісне значення прізвища — «людина, що належить до роду, тамгою (родовим знаком) якого є чаша (двозуб)»
Деякий час по тому, в пошуках кращої долі, сім'я переселилася Чапаєвим в село Балаково Миколаївського повіту Самарської губернії. Іван Степанович влаштував сина в місцеву церковну школу, меценатом якої був його заможний двоюрідний брат. У сім'ї Чапаєвих вже були священики, і батьки хотіли, щоб і Василь став священнослужителем, але життя розпорядилося інакше.

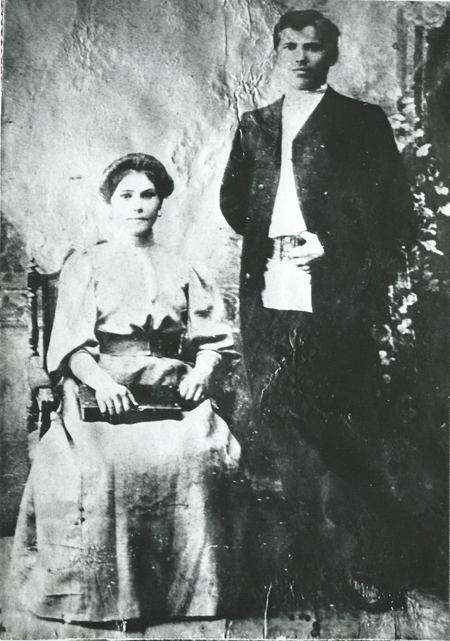
Василь Чапаєв і його дружина Пелагеєя Метліна у с.Балаково. 1909 р.

Восени 1908 року Василь був призваний на службу в армію і направлений до Києва. Але вже навесні наступного року, з невідомих причин, Чапаєва звільнили з армії в запас і перевели в ополчення. За офіційною версією, через хворобу. Версія щодо його політичної неблагонадійності, через яку він був переведений в ополчення, нічим не підтверджується. До Світової війни в кадровій армії не служив. З початком війни, 20 вересня 1914 р., Чапаєв був призваний на військову службу і направлений в 159-й запасний піхотний полк в місто Аткарськ.
На фронт Чапаєв потрапив в січні 1915 р. Воював у 326-му Белгорайському піхотному полку 82-ї піхотної дивізії в 9 армії Південно-Західного фронту на Волині і в Галичині. Був поранений. У липні 1915 р. закінчив навчальну команду, отримав звання молодшого унтер-офіцера, а в жовтні — старшого. Війну закінчив у чині фельдфебеля. За виявлену хоробрість був нагороджений Георгієвською медаллю і солдатськими Георгіївськими хрестами трьох ступенів.
Лютневу революцію зустрів у госпіталі в Саратові, 28 вересня 1917 р. вступив в РСДРП(б). Був обраний командиром 138 піхотного запасного полку, що стояв у Ніколаєвську. 18 грудня повітовим з'їздом Рад його обрано військовим комісаром Миколаївського повіту. На цій посаді керував розгоном Миколаївського повітового земства. Організовує повітову Червону гвардію з 14 загонів.

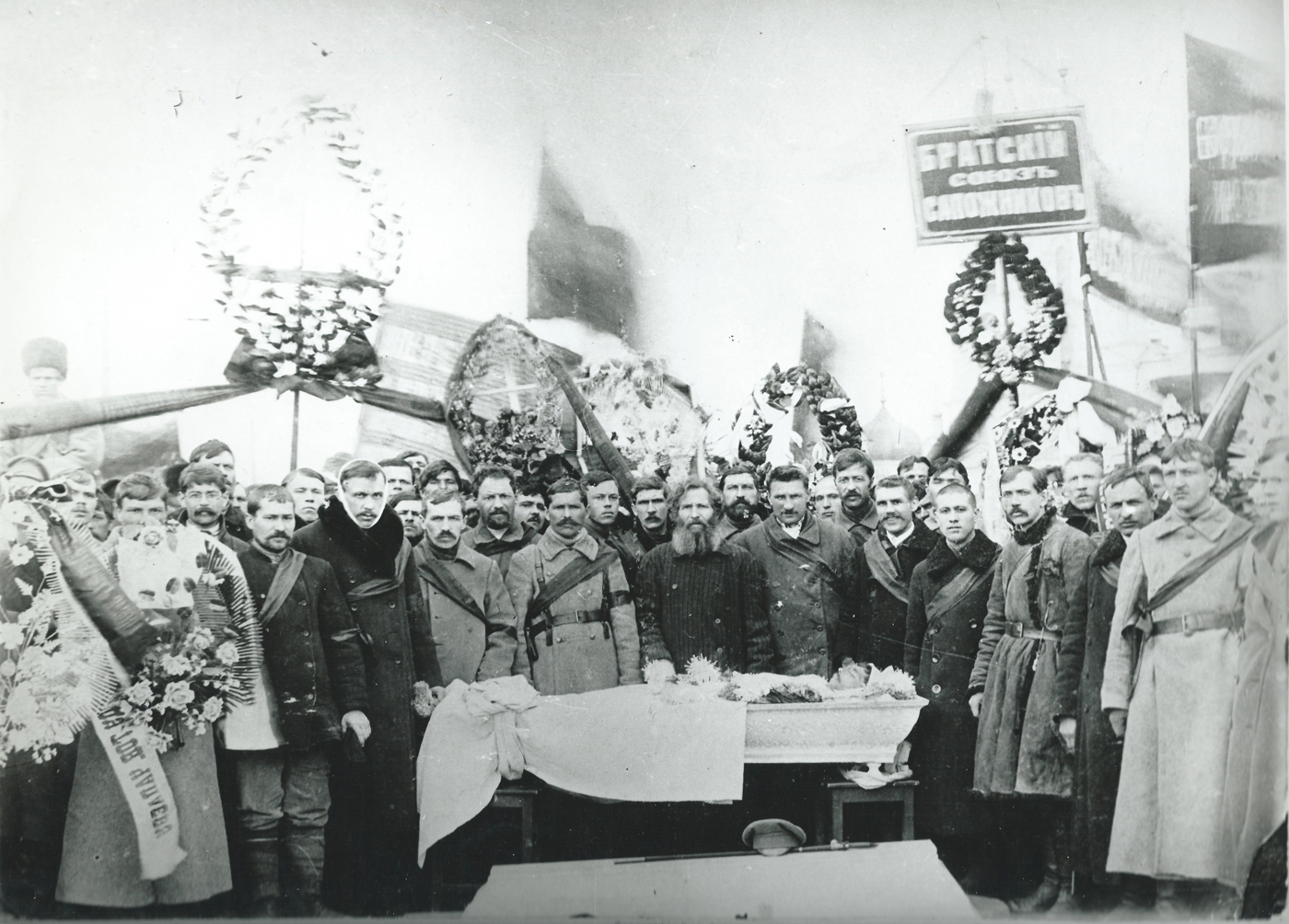
Василь Чапаєв на похороні брата в м.Балаково. 1918 р.

Бере участь у поході проти генерала Каледіна (під Царицином), потім (навесні 1918 р.) в поході Особливої армії на Уральськ. За його ініціативою 25 травня прийнято рішення про реорганізацію загонів Червоної гвардії в два полки Червоної армії: ім. Степана Разіна та ім. Пугачова, об'єднаних в Пугачовську бригаду під командуванням Чапаєва. Надалі брав участь в боях з чехословаками і Народною Армією, у яких відбив Ніколаєвськ, перейменований на честь бригади в Пугачовськ. 19 вересня 1918 р. призначений командиром 2-ї Миколаївської дивізії. З листопада 1918 по лютий 1919 — в академії Генерального штабу. Потім — комісар внутрішніх справ Миколаївського повіту. З травня 1919 р. — комбриг Особливої Александрово-Гайської бригади, з червня — начальник 25-ї стрілецької дивізії, що брала участь в Бугульмінській і Белебеєвській операціях проти армії Колчака. Під керівництвом Чапаєва ця дивізія 9 червня 1919 зайняла Уфу, а 11 липня — Уральськ.
Василь Іванович Чапаєв загинув 5 вересня 1919 в результаті глибокого рейду козаків (близько 300 шабель) в глибокому тилу — м. Лбіщенськ (нині село Чапаєв Західно-Казахстанської області Казахстану), де знаходився штаб 25-й дивізії.

### Обставини загибелі

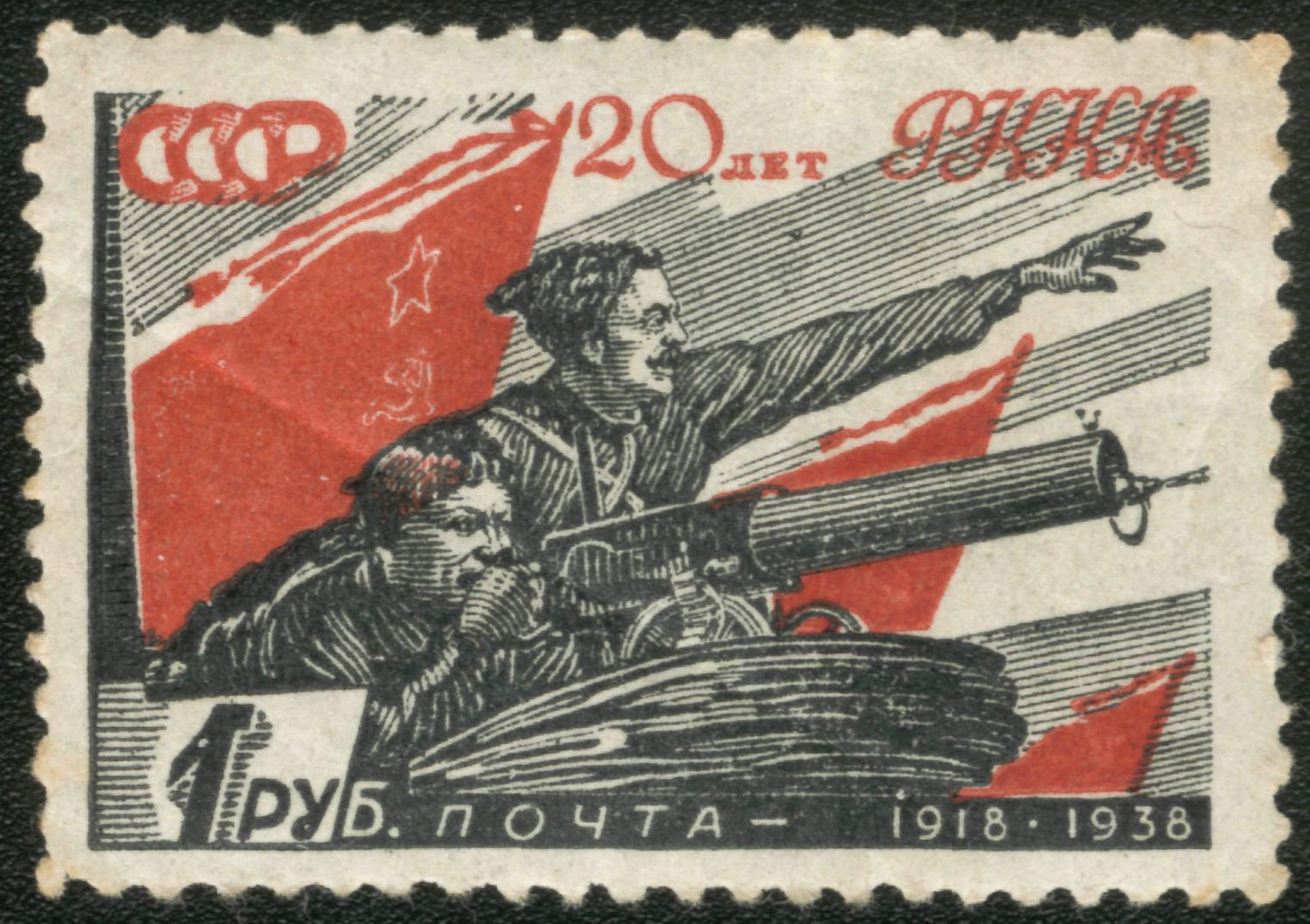
Чапаєв і Анка-кулеметниця на поштовій марці 1938 р.

Обставини загибелі начдива не цілком ясні. Згідно з даними проведеного за гарячими слідами розслідування, поранений Чапаєв потонув, намагаючись перепливти ріку Урал. Ця версія була прийнята як офіційна і стала широко відомою завдяки фільму «Чапаєв».

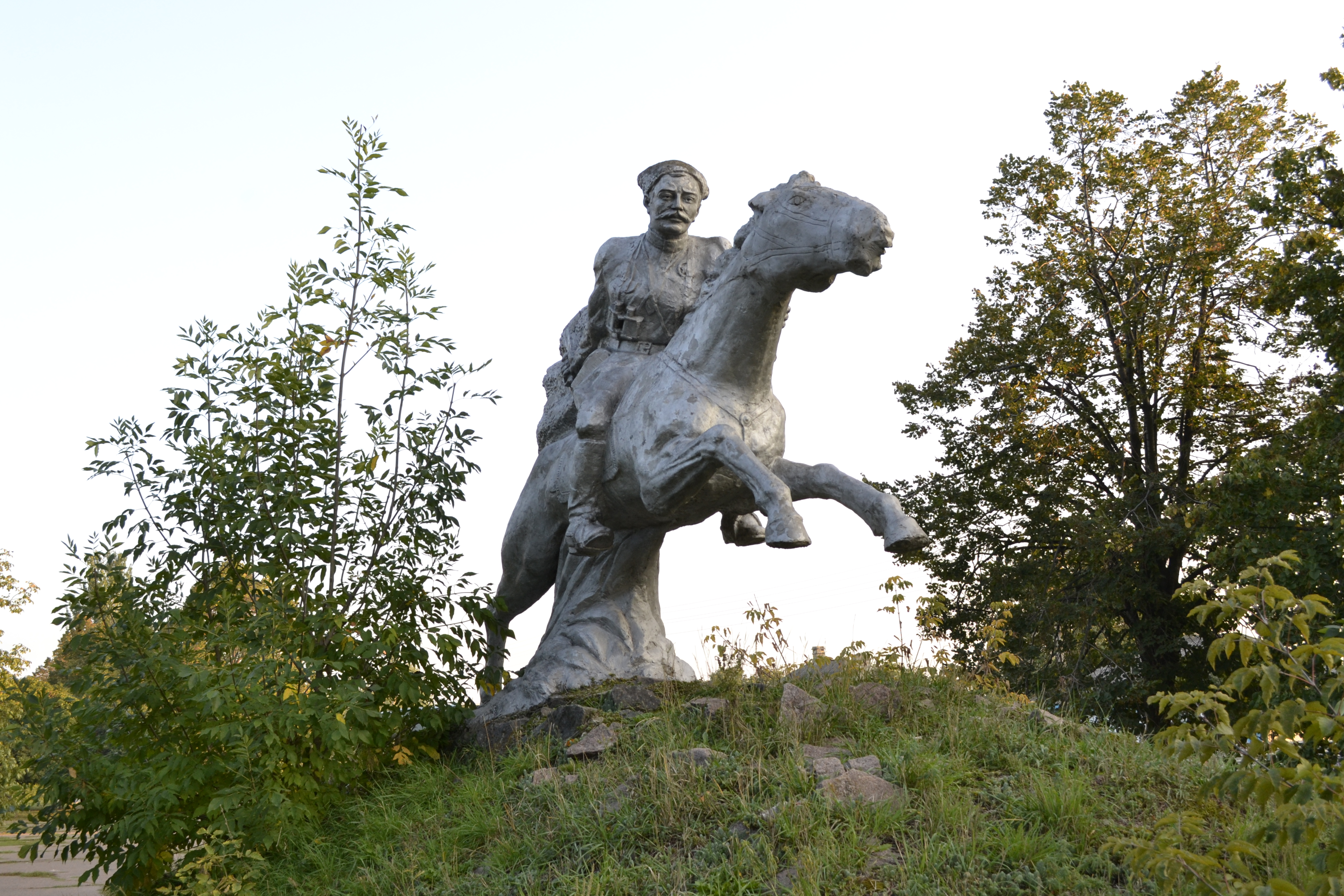
Пам'ятник Чапаєву у Волновасі встановлений у 1970 р.

Однак, за іншими даними, смертельно поранений начдив був переправлений бійцями через річку на плоту, помер при переправі і був похований на березі. Ця версія не має чіткого архівного підтвердження, а також викликає сумніви тим, що соратники згодом не подбали перепоховати начдива з почестями. Істинність цієї версії могла б підтвердити виявленням могили Чапаєва, однак ділянка берега, на якому вона приблизно знаходиться, нині затоплена.
У свідченнях сільськогосподарського та адміністративного працівника Уральської області професора А. В. Черекаєва стверджується, що версія загибелі Чапаєва у вересні при перепливанні Уралу неможлива, так як Урал в цей час дуже холодний, і спроби повторити його подвиг 5 вересня закінчувалися невдачею: людей відносило течією, яка досить сильна навіть у теплий місяць. За даними сучасників, які свідчили А. В. Черекаєву, Чапаєв міг потрапити в полон.
Версії чапаївців, які втекли від погоні, замикаються на тому, що загибель Чапаєва сталася у воді, пізніше тіло було вивезено в умовах гонитви на возі і поховано під Уральськом.
Газета «Красноярский рабочий» 9 лютого 1926 р. повідомляла, що в Пензі:
 … заарештований колчаківський офіцер Трофимов-Мирський, який убив у 1919 році полоненого начальника дивізії Чапаєва. Мирський служив рахівником в артілі інвалідів в Пензі.
Деякі автори висловлюють думку, що історична роль Чапаєва в історії Громадянської війни дуже мала, і його не варто було б згадувати серед інших відомих постатей того часу, таких як М. О. Щорс, С. Г. Лазо, Г. І. Котовський, якби не міф, створений з нього.

### Особисте життя
У 1908 році Чапаєв познайомився з 16-річною Пелагеєю Метліною і в тому ж році одружився з нею. Разом вони прожили 6 років, у них народилося троє дітей. Потім почалася Перша світова війна, і Чапаєв пішов на фронт. Пелагея пожила в будинку його батьків, потім пішла разом з дітьми. На початку 1917 року Чапаєв заїхав у рідні місця, забрав у Пелагеї дітей і повернув їх у будинок батьків. Незабаром від ран помер його товариш Петро Кішкерцев, і Чапаєв, згідно з їхньою домовленістю, взяв на виховання його дочок Олімпіаду і Віру.
Рідні діти Чапаєва:
- Олександр Васильович (1910—1985) — офіцер, пройшов всю німецько-радянську війну. У відставку вийшов у званні генерал-майора. Остання посада — заступник начальника артилерії Московського військового округу.
- Клавдія Василівна (1912—1999) — радянський партійний працівник, відома як збирач матеріалів про свого батька.
- Аркадій Васильович (1914—1939) — військовий льотчик, загинув під час випробування винищувача.

## Топоніміка
Ім'ям Чапаєва було названо сотні вулиць у СРСР, встановлено багато однотипних пам'ятників.